# Conopsia lambornella
Conopsia lambornella là một loài bướm đêm thuộc họ Sesiidae. Nó được biết đến ở Nigeria.